# Гваліор

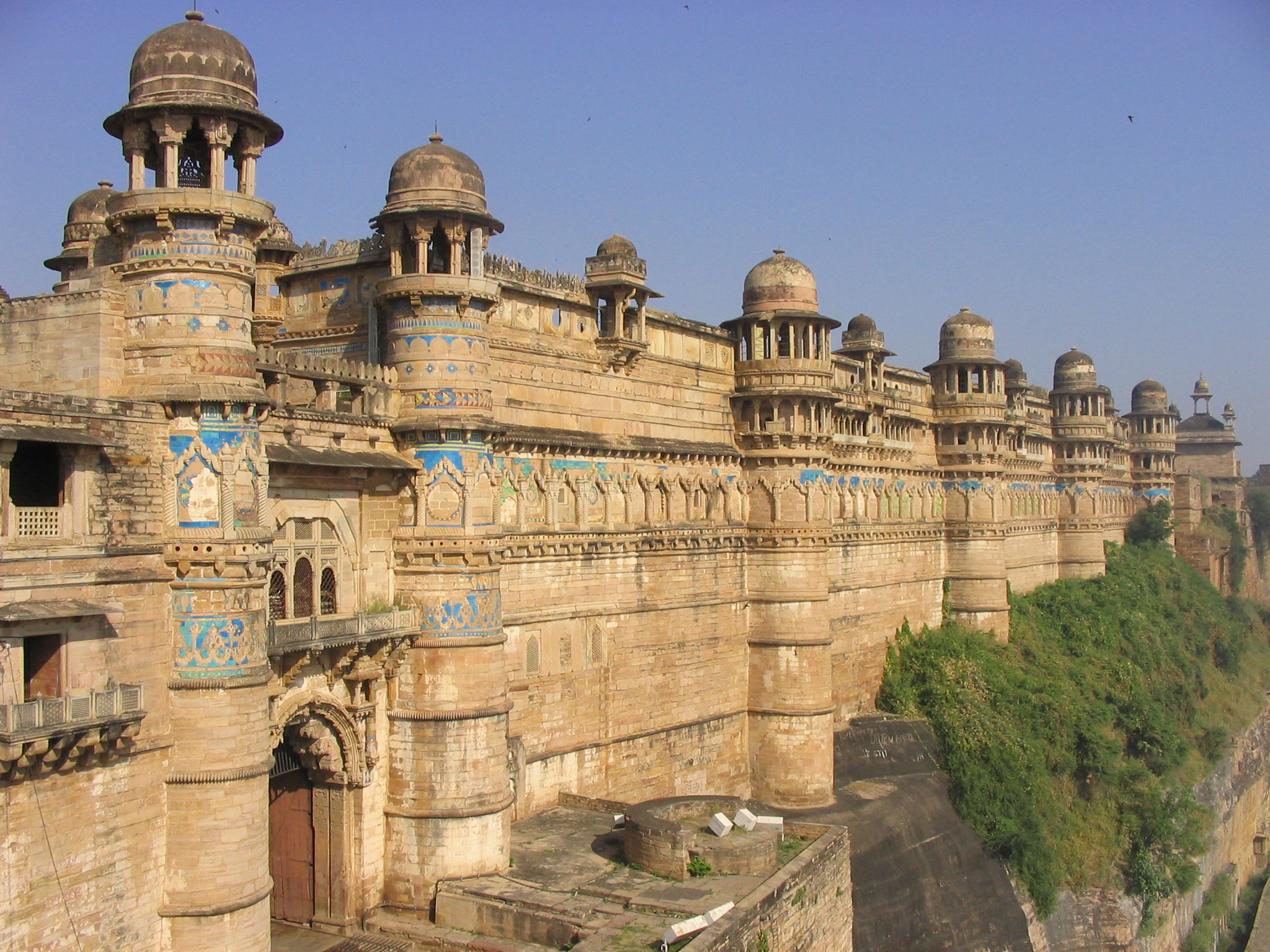
Стіни Гваліорської фортеці

Гва́ліор або Гва́ліяр — четверте за величиною місто індійського штату Мадх'я-Прадеш. Розташоване за 122 км на південь від Агри на перетині залізниць та складається з трьох історичних центрів — власне Гваліора, Лашкара та Морара. Населення — 1 101 981 (2011).

## Клімат
Місто знаходиться у зоні, котра характеризується середземноморським кліматом. Найтепліший місяць — червень із середньою температурою 34.9 °C (94.8 °F). Найхолодніший місяць — січень, із середньою температурою 14.9 °С (58.8 °F).
| Клімат Гваліора         | Клімат Гваліора | Клімат Гваліора | Клімат Гваліора | Клімат Гваліора | Клімат Гваліора | Клімат Гваліора | Клімат Гваліора | Клімат Гваліора | Клімат Гваліора | Клімат Гваліора | Клімат Гваліора | Клімат Гваліора | Клімат Гваліора |
| Показник                | Січ.            | Лют.            | Бер.            | Квіт.           | Трав.           | Черв.           | Лип.            | Серп.           | Вер.            | Жовт.           | Лист.           | Груд.           | Рік             |
| Абсолютний максимум, °C | 28              | 33              | 40              | 46              | 47              | 46              | 42              | 37              | 35              | 37              | 35              | 30              | 47              |
| Середній максимум, °C   | 22,8            | 26,4            | 32,5            | 38,6            | 42              | 40,7            | 34,6            | 32,4            | 33,1            | 33,5            | 29,4            | 24,6            | 32,6            |
| Середня температура, °C | 14,9            | 18,1            | 24              | 30,1            | 34,4            | 34,9            | 30,5            | 28,8            | 28,5            | 25,9            | 20,5            | 16              | 25,6            |
| Середній мінімум, °C    | 7               | 9,8             | 15,4            | 21,5            | 26,8            | 29              | 26,4            | 25,2            | 23,9            | 18,3            | 11,6            | 7,3             | 18,5            |
| Абсолютний мінімум, °C  | −1              | 2               | 7               | 12              | 20              | 22              | 22              | 20              | 18              | 10              | 2               | 0               | −1              |
| Норма опадів, мм        | 14.4            | 10              | 6.5             | 4.5             | 11.2            | 67.5            | 248.8           | 274.4           | 151.2           | 40.7            | 5.8             | 7               | 842             |
| Днів з дощем            | 0               | 0               | 1               | 0               | 0               | 5               | 9               | 16              | 7               | 5               | 0               | 0               | 49              |
| Вологість повітря, %    | 62              | 51              | 38              | 23              | 22              | 39              | 74              | 83              | 79              | 65              | 57              | 64              | 55              |
| ----------------------- | --------------- | --------------- | --------------- | --------------- | --------------- | --------------- | --------------- | --------------- | --------------- | --------------- | --------------- | --------------- | --------------- |
| Джерело: Weatherbase    |                 |                 |                 |                 |                 |                 |                 |                 |                 |                 |                 |                 |                 |

## Історія
Гваліор відігравав важливу роль в історії Північної Індії як політичний центр історичної області Малава. Власне Гваліором спочатку називалася фортеця, що розташована на живописно пласкій вершині 90-метрової скелі. Про існування цієї фортеці на перетині найважливіших торговельних шляхів відомо з VI століття.
Під захистом могутніх мурів збереглися шість палаців, шість храмів, мечеть, вісім басейнів та рідкісні пам'ятки індійської архітетури XI століття. Біля стін фортеці в XV столітті були висічені в товщі скелі гігантські джайнські статуї, що сягають 18 метрів у висоту.
За 6 км на південь від Гваліорської фортеці розташоване місто Лашкар, з 1810 р. місто було резиденцією маратхської князівської династії сіндхі. 1745 року засновник цієї династії повстав проти імперії Маратха і створив велике Гваліорське князівство. Володіння його внука Махададжі (правив у 1761—1794 роках) охоплювали значну частину Північної Індії від Делі до Джайпуру.
У ході англо-маратхських воєн 1803 і 1818 років Гваліорські правителі втратили частину своїх земель. У 1780 і 1843 роках британські солдати штурмували і саму Гваліорську фортецю. Під час повстання сипаїв раджа зберіг вірність британській короні, однак його солдати збунтувалися. Англійські підрозділи знову окупували фортеця, однак за домовленістю з раджею 1886 року вони були передислоковані в Джхансі.

## Визначні пам'ятки

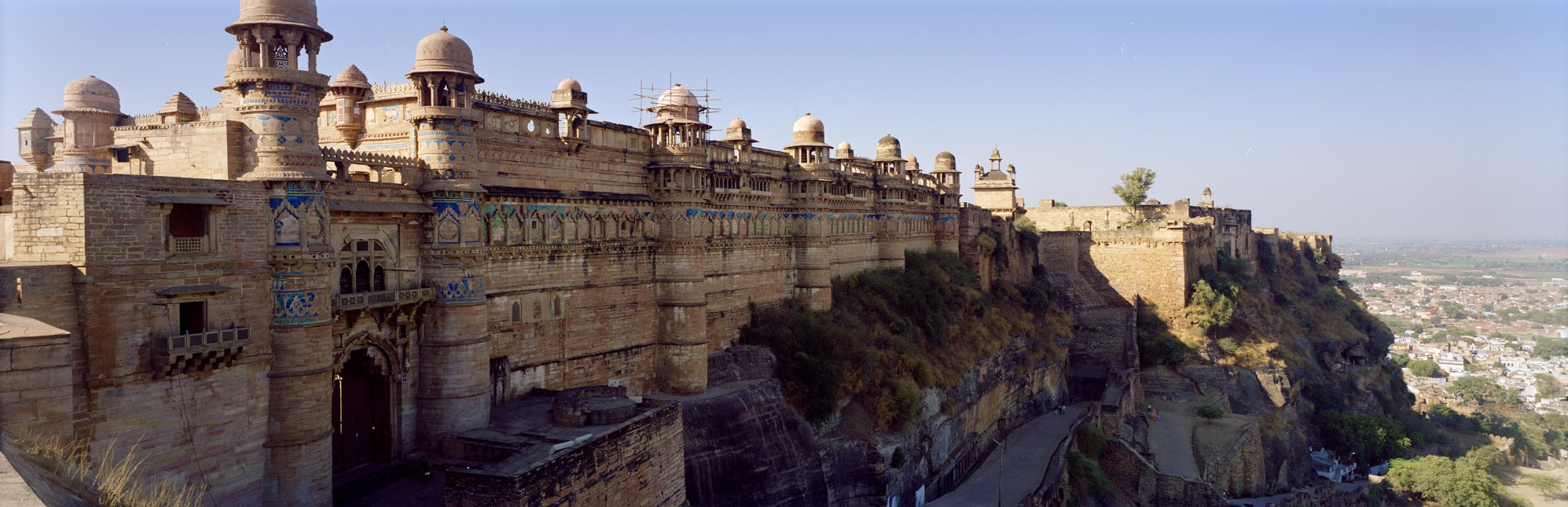
Панорама Форту Гваліор

- Форт Гваліор, з якого відкривається панорамний вид на все місто.

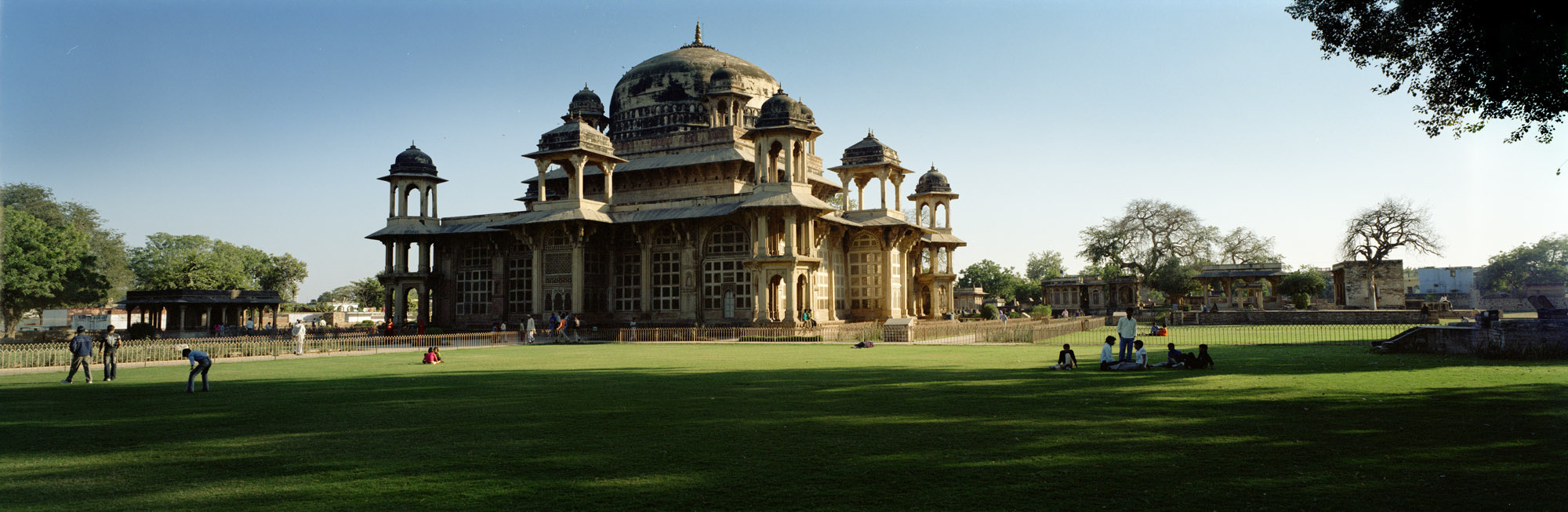
Гробниця Гауса Мухамеда

- Гробниця Гауса Мухамеда та гробниця Тансу — відомого музиканта.